# Sibolga
Sibolga (früherer Name Siboga) ist eine Hafenstadt an der Westküste der Insel Sumatra in Indonesien. Sie erstreckt sich zwischen 1°42′ und 1°46′ n. Br. sowie zwischen 98°44′ und 98°48′ ö. L. an der Westseite der Provinz Sumatra Utara (Nord-Sumatra) am Indischen Ozean, 178 km südlich der Provinzhauptstadt Medan.

## Geographie
17,4 Prozent der Stadtfläche (1,88 km²) werden durch kleinere Inseln belegt. Unterschiedliche Quellen nennen eine differenzierte Anzahl davon, also zwischen 2 und 5. Die Inseln (indonesisch Pulau, dem Namen vorangestellt) heißen Poncan Gadang, Poncan Ketek, Sarudik, Babi und Bangke oder Panjang.
Die Stadt wird von Norden bis Süden vom Kabupaten (Regierungsbezirk) Tapanuli Tengah eingeschlossen, im Westen grenzt sie an die Bucht von Tapian Nauli. Der Fluss Sungao durchzieht die Stadtregion. Durch vorspringende Landzungen und der vorgelagerten Insel Musala ist die Bucht so geschützt, dass der Tsunami des Jahres 2004 trotz des relativ nahe gelegenen Erdbeben-Epizentrums keine nennenswerten Schäden verursachen konnte.

### Wetter und Klima
In der Stadt herrscht ebenso wie in ganz Indonesien tropisches Regenwaldklima (feuchttropisches Klima), es gibt eine trockene Jahreszeit und die Regenzeit. Im Jahr 2020 gab es den meisten Niederschlag im Januar. An 20 Tagen fielen 616,9 mm Niederschlag. Der September hatte 25 Regentage. Der wenigste Regen fiel im August (18 Tage). Im gesamten Jahr 2020 fielen an 246 Regentagen 4419,2 mm Niederschlag, also pro Regentag etwa 18 Millimeter. Die Sonnenscheindauer betrug im November 38,5 % und im Februar 72,7 %.
 Das errechnete Mittel der Jahrestemperatur betrug 2020 26,9 Grad, im Januar war es am kältesten (Minimum 20,4 °C). Am wärmsten war es im Februar mit 37,1 °C. Das Jahresmittel der Luftfeuchtigkeit betrug 83,25 Prozent, wobei im August der niedrigste Wert ermittelt wurde, der Maximalwert für alle Monate betrug 100 Prozent.

## Verwaltungsgliederung
Seit 1981 wird Sibolga in vier Distrikte (indonesisch Kecamatan) mit 17 Dörfer mit städtischem Charakter indonesisch Kelurahan unterteilt. Nur drei davon haben keinen Zugang zum Meer, es sind zugleich auch die flächenmäßig größten Dörfer der Stadt. Die Kelurahan werden in 86 Lingkungan gegliedert.
| Code 1   | Kecamatan Distrikt | Ibu Kota Verwaltungssitz | Fläche (km²) | Einw. 2010 2 | Volkszählung 2020 | Volkszählung 2020 | Volkszählung 2020 | Anzahl der Kelurahan |
| Code 1   | Kecamatan Distrikt | Ibu Kota Verwaltungssitz | Fläche (km²) | Einw. 2010 2 | Einw. 3           | 0Dichte 40        | Sex Ratio 5       | Anzahl der Kelurahan |
| -------- | ------------------ | ------------------------ | ------------ | ------------ | ----------------- | ----------------- | ----------------- | -------------------- |
| 12.73.01 | Sibolga Utara      | Simare-mare              | 3,33         | 19.970       | 21.383            | 6.421,3           | 99,51             | 5                    |
| 12.73.02 | Sibolga Kota       | Pasar Baru               | 2,73         | 14.304       | 15.172            | 5.557,5           | 95,67             | 4                    |
| 12.73.03 | Sibolga Selatan    | Aek Manis                | 3,14         | 30.082       | 33.346            | 10.619,7          | 103,25            | 4                    |
| 12.73.04 | Sibolga Sambas00   | Pancuran Kerambil        | 1,57         | 20.125       | 19.683            | 12.536,9          | 101,03            | 4                    |
| 12.73    | Kota Sibolgar      | Kota Sibolgar            | 10,77        | 84.481       | 89.584            | 8.317,9           | 100,55            | 17                   |

## Demographie
Zur siebten Volkszählung im September 2020 (indonesisch Sensus Penduduk – SP2020) lebten in der Stadt 89.584 Menschen, davon 44.669 Frauen (49,86 %) und 44.915 Männer (50,14 %). Gegenüber dem letzten Zensus (2010) stieg der Frauenanteil um 0,06 % (42.073 Frauen ÷ 42.408 Männer).
Die knappe Mehrheit der Einwohner der Stadt sind Muslime (48.358 bzw. 57,32 %). Zum Christentum bekennen sich 33.470 Menschen, 89 Prozent oder 29.729 davon sind Protestanten. Auch gibt es 2.512 Buddhisten (2,98 %), die größtenteils im Kec. Sibolga Kota leben (dortiger Bevölkerungsanteil: 11,20 %). Dort stehen auch 5 der 6 Klöster.
Es gibt 47 protestantische Kirchen und zwei katholische Kirchen (18 im Kec. Sibolga Selatan, 16 in Sibolga Utara), im erstgenannten Distrikt leben auch die meisten Christen (15.409). Die meisten Muslime leben in den Kecamatan Sibolga Selatan (20.196) und Sibolga Sambas (15.011), in Sibolga Selatan stehen 17 der insgesamt 44 Moscheen und kleineren Gebetsräume (indonesisch Mushola).
Sibolga ist seit 1959 Sitz eines katholischen Bistums.

### Soziale Daten 2020
| Merkmal                                                            | Kota    | 0Provinz Sumatra Utara0 |
| ------------------------------------------------------------------ | ------- | ----------------------- |
| Bev. unterh. der Armutsgrenze (Tsd.)0                              | 10,49   | 1.283,29                |
| Anteil der „armen Bevölkerung“ (indonesisch Penduduk miskin) (%)00 | 011,95  | 08,75                   |
| Arbeitslosenrate (%)                                               | 008,00  | 006,91                  |
| Lebenserwartung (in Jahren)                                        | 69,01   | 069,10                  |
| HDI-Index                                                          | 73,63   | 071,77                  |
| Analphabetenrate (in %, > 10 J.)                                   | 00,36   | 000,84                  |
| Abhängigenquotient (%)                                             | 48,52   | 048,32                  |
| Anteil der Altersgruppen                                           | 0Real0  | 0Prozentual0            |
| Kinder (<15 J.)                                                    | 25.3820 | 028,33                  |
| arbeitsfähige Bevölkerung (15–64 J.)                               | 60.3180 | 067,33                  |
| Rentner und Pensionäre (>65 J.)                                    | 03.8840 | 004,34                  |

### Aktuelle Bevölkerungsdaten vom Jahresende 2022
Nachfolgende Tabelle gibt den Einwohnerstand am 31. Dezember 2022 wieder.
| Kecamatan         | Fläche km² | Einwohner gesamt | Männer | Frauen | Dichte Einw. je km² | Sex Ratio (100 M/F) |
| ----------------- | ---------- | ---------------- | ------ | ------ | ------------------- | ------------------- |
| Sibolga Utara     | 5,08       | 22.455           | 11.225 | 11.230 | 4.420,3             | 99,96               |
| Sibolga Kota      | 2,40       | 16.587           | 8.125  | 8.462  | 6.911,3             | 96,02               |
| Sibolga Selatan   | 2,57       | 35.169           | 17.825 | 17.344 | 13.684,4            | 102,77              |
| Sibolga Sambas000 | 0,97       | 22.236           | 11.272 | 10.964 | 22.923,7            | 102,81              |
| Kota Sibolga      | 11,02 1    | 96.447           | 48.447 | 48.000 | 8.752,0             | 100,93              |

## Landwirtschaft und Industrie
Die produzierende Wirtschaft umfasst im Wesentlichen Fischerei- und Tourismusbetriebe, Werften- und Hafeneinrichtungen sowie Dienstleistungen. Hauptfangergebnisse der Fischerei sind Zackenbarsche, Thunfische, Sardinen und Sardellen.

## Geschichte

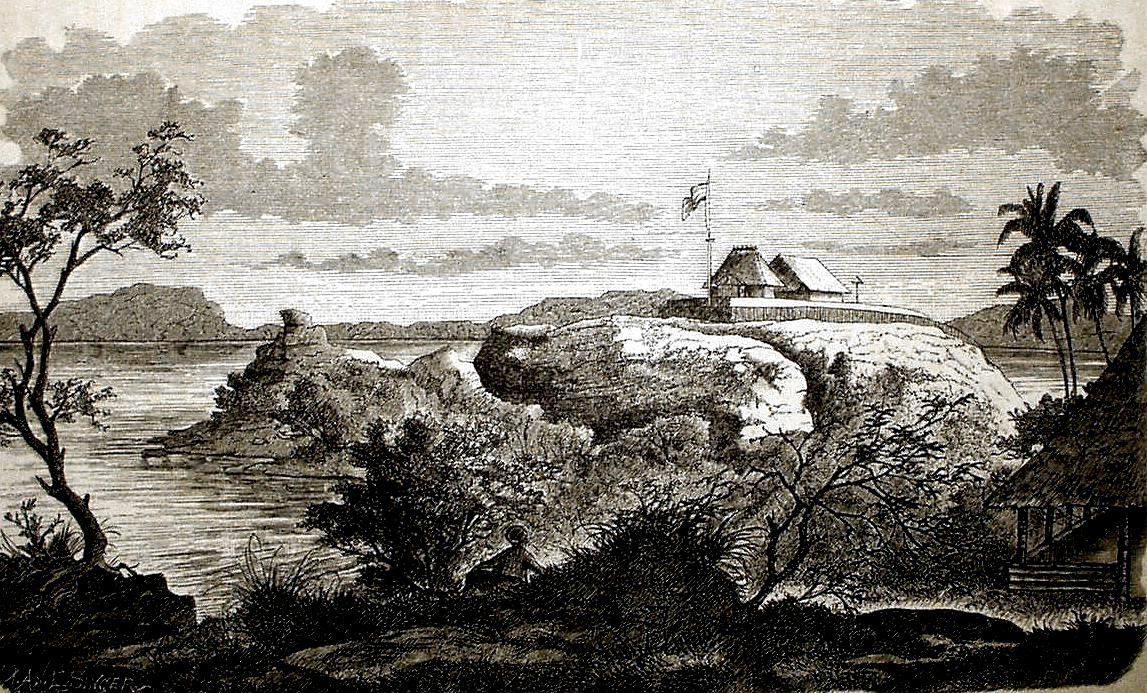
Das Fort auf der Insel Pontjang kitjil, Ausgangspunkt für die Reise in die Batakländer. – Entnommen aus Der Malayische Archipel von Hermann von Rosenberg.

Pulau Poncan Ketek (Kleine Poncan-Insel) in der Bucht von Tapian Nauli war einst eine befestigte Handelsniederlassung. Britische, niederländische, französische und amerikanische Händler kamen hierher. Im Jahre 1820, zu dieser Zeit Luitenant-Gouverneur von Bengkulu in Süd-Sumatra, besuchte Stamford Raffles diese Insel, um sich von der Besatzung der Handelsniederlassung über die Sitten und Gebräuche der Batak informieren zu lassen. In den darauffolgenden Jahren wurde Pulau Poncan Ketek der wichtigste Ausgangspunkt von Missionaren und Naturforschern für ihre Reisen in die südlichen Batakländer auf Sumatra. Da die Insel-Stadt aber nicht die Kriterien für eine Handels- und Hafenstadt erfüllte, gründeten die Holländer im 19. Jahrhundert die heutige Stadt auf dem „Festland“, damals noch Bandar Baru genannt.
1834 wurden zwei Missionare der amerikanischen „Boston Missionary“ unweit von Sibolga von Einheimischen getötet. Franz Wilhelm Junghuhn, „Der Humboldt von Java“, erkundete Sumatra von Sibolga aus im Auftrag der Niederländischen Kolonialverwaltung zwischen 1840 und 1842.
Ludwig Ingwer Nommensen, der so genannte „Vater der Batak“, schuf die Grundlage der Barmer Mission aus Barmen. Missionar Schrey leitete die anschließende Missionsstation von Sibolga.
1898 wurde Sibolga von einer großen Brandkatastrophe heimgesucht. Mit breiteren und schattenreichen Straßen wurde die Stadt wieder aufgebaut. Eine weitere Brandkatastrophe legte am 23. Januar 1913 das neu errichtete Marktviertel in Schutt und Asche; der Wiederaufbau dieses Viertels dauerte mehrere Jahre.
Nach der Unabhängigkeit Indonesiens wurde die Stadt Sibolga das Zentrum der Tapanuli-Residenz. Durch den Erlass Nr. 102 des Gouverneurs von Nord-Sumatra vom 17. Mai 1946 wurde Sibolga schließlich eine autonome Region der Stufe „D“.

Mit der Verabschiedung des Gesetzes Nr. 8 von 1956 wurde Sibolga als eigenständige Region der Stufe II mit dem Namen Kotapraja (Gemeinde) Sibolga ausgewiesen. Mit dem Gesetz Nr. 18 des gleichen Jahres wird der Name der Kotapraja in Stadt (indonesisch Kota) umgewandelt. 1981 werden aus dem einzigen Kecamatan (Sibolga Sambas) drei neue Kecamatan geschaffen (PERDA 35/1981 – Regierungsverordnung). Alle vier Kecamatan bestehen unverändert bis heute.

## Verkehr und Tourismus
Sibolga ist eine Zwischenstation des Handels. Von hier aus versorgen Fähren die Inseln Simeulue und Nias. Auch andere Ziele werden angefahren wie beispielsweise den etwa 380 km weiter südlich liegenden Hafen von Padang. Ferner ist Sibolga eine wichtige Station des Trans-Sumatra-Highway, der nach Nordosten über Tarutung zum etwa 160 km entfernten Tobasee, nach Süden über Padang Sidempuan zur 360 km entfernten Stadt Bukittinggi führt.
Die malerische Bucht von Tapian Nauli mit zahlreichen Inseln, noch nicht überlaufenen Sandstränden und wenig besuchten Korallengärten könnte ein attraktives Ziel für Touristen werden, wenn nicht die abseitige Lage Sibolgas an Sumatras „Außenseite“ und das ungesunde feuchtheiße Klima mit jährlich über 240 Regentagen und bis zu 4500 Millimeter Jahresniederschlag dieser Entwicklung entgegenwirken würden. Noch um die Mitte des 20. Jahrhunderts wurde Sibolga so sehr von Malaria geplagt, dass die damalige niederländische Kolonialregierung ihren Residentensitz landeinwärts auf einen höher gelegenen Ort verlegen wollte.